# Лига американского футбола 2018
Лига Американского Футбола (ЛАФ) 2018 — третий официальный розыгрыш Лиги Американского Футбола, международного клубного турнира по американскому футболу среди команд Восточной Европы.

## Регулярный сезон
Регулярный сезон в дивизионе «Центр» начнется 29 апреля и завершится 22 июля. В дивизионе «Урал» матчи пройдут с 30 апреля по 14 июля.

## Плей-офф
4-5 августа состоится Кубок регионов. Полуфиналы ЛАФ будут сыграны 18-19 августа, финал — 2 сентября.

## Формат
Команды, занявшие три первых места в дивизионе «Центр», отправятся напрямую в полуфиналы, четвертая и пятая команды попадут в полуфиналы Кубка регионов, где встретятся с лидерами дивизиона «Урал». После этого будут сыграны полуфиналы и финал.

## Команды

### Участники
| Дивизион Центр | Дивизион Центр  | Дивизион Урал    | Дивизион Урал |
| Команда        | Город           | Команда          | Город         |
| -------------- | --------------- | ---------------- | ------------- |
| Драконы        | Москва          | Стальные Тигры   | Пермь         |
| Грифоны        | Санкт-Петербург | Волки            | Астана        |
| Спартанцы      | Москва          | Танки            | Челябинск     |
| Патриоты       | Москва          | Уральские Молнии | Екатеринбург  |
| Бунтари        | Ярославль       |                  |               |
| Юнайтед        | Москва          |                  |               |